# Площадь Космонавтов (Салават)
Площадь Космонавтов — одна из центральных площадей в Салавате.  Площадь находится на пересечении улицы Ленина и бульвара Космонавтов.

## История
Застройка площади началась в конце 1960-х годов.
Площадь застроена в основном кирпичными 5-9 этажными домами.
В 60 – 80-е годы на площадь заезжал передвижной зоопарк, зимой заливались горки в виде головы Руслана, устраивались катки. 
В 9-этажном здании располагался городской ЗАГС, который позже переехал в здание бывшего кинотеатра Комсомолец. В 5 этажном здании располагался Салаватский государственный башкирский драматический театр.
В центре площади Космонавтов возвышается обелиск боевой и трудовой славы, высотой 33 метра. Обелиск находится на пьедестале из гранита, облицованного нержавеющей сталью. На вершине обелиска - серп и молот. Золотом горят на гранях обелиска звезды Героев Социалистического Труда и Советского Союза. Надписи "50 лет", "Слава героям труда" и "Слава защитникам  Родины" раскрывают главное содержание памятника.  
Обелиск боевой и трудовой славы спроектирован инженерами Мороном Н.А., Хайруллиным  З.А., Сирбаевым У.Н. Художники Камин А.С., Орлов Г.Ф., Кузнецов А.Г., Открыт 5 ноября 1967.

## Транспорт
По площади Космонавтов ходят маршрутные такси и автобусы автоколонны № 1375 и иных коммерческих перевозчиков:
- № 1
- № 3
- № 5
- № 6

## Примечательные здания и сооружения
- Кинотеатр Октябрь
- Памятный камень валун честь прохождения войск Е. Пугачева в районе города Салавата, взятый со скалы, где скрывался отряд по предводительством Салавата Юлаева.
- Городской рынок

### Памятники
- Обелиск боевой и трудовой славы[1].

## Интересные факты
- В реальном времени на площадь можно посмотреть по WEB камере[2], расположенной в 9 этажном здании.